# المستقبل لهذا الدين (كتاب)
كتاب المستقبل لهذا الدين لسيد قطب يتكلم عن الإسلام ومستقبله ومقوماته وماهيته وخصائصه ومنهجه، والنظم الاجتماعية الناشئة عن التصور الاعتقادى لهذا الدين وماهية انفصال الدين عن الحياة والظروف التي أدت لذلك وأثره على الحياة البشرية.

## محتوى الكتاب
يحتوي هذا الكتاب على سبعة فصول يتحدث فيها سيد قطب عن الأديان، وطريقة حديثه فيها على شكل مقالات أدبية دينية سياسية ومن المواضيع:
1. الفصل الأول يتكلم عن الإسلام كمنهج للحياة
2. الفصل الثاني عن كون كل دين نزل من عند الله فهو منهج للحياة في حد ذاته
3. الفصل الثالث بعنوان الفصام النكد وفيه يصف لنا كيف أنفصلت الأديان السابقة لدين الإسلام عن الحياة وكيف أصبحت تنقح بحيث تتناسب مع السياسة المتبعة
4. الفصل الرابع يتحدث عن انتهاء سيطرة الرجل الغربي الاستعمارية على العالم
5. الفصل الخامس عن خطر الذي ينتظر مصير البشرية في ظل هذه الحضارة المادية الخاوية من الإيمان خواءها من الروح الإنساني.
6. الفصل السادس أن المخلص الوحيد للعالم من كل البؤس الذي يرزخ تحته لن يكون إلا عن طريق الإسلام وهذا ما يراه الغربيون إلا أنهم يكابرون لمصالح سياسية
7. الفصل السابع أن المستقبل كله لهذا الدين وبه.

## كلمات من الكتاب
| ” | الإسلام منه، منهج حياة، حياة بشرية واقعية بكل مقوماتها منهج يشملل التصور الاعتقادي الذي يفسر طبيعة ” الوجود”، ويحدد مكان “الإنسان” في هذا الوجود، كما يحدد غاية وجوده الإنساني. ويشمل النظم والتنظيمات الواقعية التي تنبثق من ذلك التصور الاعتقادي وتستند إليه، وتجعل له صورة واقعية متمثلة في حياة البشر كالنظام الأخلاقي والينبوع الذي ينبثق منه، والأسس التي يقوم عليها، والسلطة التي تستمد منها. والنظام الاقتصادي وفلسفته وتشكيلاته. والنظام الدولي وعلاقاته وارتباطاته، ونحن نعتقد أن المستقبل لهذا الدين بهذا الاعتبار باعتباره منهج حياة. | “ |